# Сомали (регион)
Сомали е един от регионите на Етиопия. Разположен е в източната част на страната и граничи с Джибути и Сомалия. Площта на региона е 279 252 km², а населението e 5 453 000 души (по изчисления за юли 2015 г.).. Столицата на Сомали е град Джиджига – 98 076 души (2005).

## Административно деление
Регионът Сомали е разделен на 9 зони, а всяка зона е разделена на общини, в Етиопия наричани уореди. Уоредите на Оромия са общо 47.

## Население
Населението се състои от африкански народи – сомалийци (96,23%), оромо (2,25%), амхара (0,69%) и др. Официалният език в този регион е сомалийският. Почти цялото население изповядва исляма.
В края на април 2005, силни дъждове предизвикали сериозни наводнения в региона, както и в съседна Сомалия.Река Шебеле излязла от коритото си. Наводнението предизвикало смъртта на над 100 души, а над 100 000 останали без покрив.